# Ernest Thesiger
Ernest Frederic Graham Thesiger (Londra, 15 gennaio 1879 – Londra, 14 gennaio 1961) è stato un attore britannico.

## Biografia
Ernest Thesiger nacque nel quartiere londinese di Chelsea nel 1879, terzogenito di Sir Edward Peirson Thesiger e Georgina Mary, nonché nipote di Frederic Thesiger, II barone Chelmsford. Dopo gli studi al Marlborough College e alla Slade School of Art, accantonò l'idea di diventare pittore per dedicarsi alla recitazione e nel 1909 esordì sulle scene in un allestimento di Colonel Smith.
Con lo scoppio della prima guerra mondiale, si arruolò nella truppe di terra dell'esercito britannico e fu spedito al fronte occidentale. Il 1º gennaio 1915 fu ferito in trincea e rimandato in patria, dove creò un kit di cucito per i soldati al fronte; durante la guerra infatti aveva cominciato a collezionare e restaurare ricami d'epoca insieme all'amico e futuro cognato William Bruce Ellis Ranken. Thesiger ottenne un certo successo per il suo lavoro di cucito, tanto che Buckingham Palace gli commissionò un paliotto.
Nel 1915 ottenne un primo grande successo sulle scene con la sua interpretazione di Bertrand Tully nella farsa A Little Bit of Fluff: interpretò il ruolo per oltre milleduecento rappresentazioni al Criterion Theatre tra il 1915 e il 1918 e tornò ad interpretare la parte in un adattamento cinematografico del 1919 e di nuovo sulle scene londinesi, in cartellone all'Ambassadors Theatre nel 1923. Nel 1917 sposò Janette Mary Fernie Ranken, sorella di William, anche se probabilmente fu un matrimonio di convenienza per nascondere l'omosessualità o bisessualità di entrambi gli sposi. Nel 1925 recitò nel musical On with the Dance di Noël Coward ed interpretò il Delfino di Francia nella Santa Giovanna di George Bernard Shaw, che aveva scritto il ruolo appositamente per lui.
Parallelamente all'attività teatrale, Thesiger aveva cominciato a recitare al cinema nel 1916, ricoprendo una serie di ruoli minori in film muti; nel 1922 aveva ottenuto il ruolo del protagonista del film Number 13 di Alfred Hitchcock, ma il progetto non fu mai portato a termine per mancanza di fondi. Nel 1919 fu notato da James Whale in una rappresentazione de Le allegre comari di Windsor a Manchester e i due divennero amici; dopo aver ottenuto successo a Hollywood, Whale lanciò la carriera cinematografica di Thesiger con il film Il castello maledetto; due anni più tardi fu Whale a fargli ottenere – a discapito degli Universal Studios, che avrebbero voluto Claude Rains –  il suo ruolo più celebre: quello del Dottor Pretorius ne La moglie di Frankenstein.
L'anno dopo fu licenziato da H.G. Wells dall'adattamento cinematografico de La vita futura, in cui avrebbe dovuto interpretare il protagonista. Pur recitando in oltre due dozzine di film fino al 1961 – interpretando, tra gli altri, l'imperatore Tiberio ne La tunica, il primo film in CinemaScope – il resto della sua carriera si svolse prevalentemente sulle scene, recitando con successo a Londra e Broadway. Nel 1936 interpretò il professor Higgings nel Pigmalione in Worcestershire e recitò ne La moglie di campagna all'Old Vic, mentre nel 1942 fu una delle tre streghe nel Macbeth di John Gielgud nel West End londinese. Nel 1950 fu Jaques in Come vi piace a Broadway con Katherine Hepburn, mentre nel 1955 interpretò Polonio accanto all'Amleto di Paul Scofield per la regia di Peter Brook al Phoenix Theatre di Londra.
Nel 1961, poche settimane prima della morte, recitò nel suo ultimo film, La primavera romana della signora Stone con Vivien Leigh, e nella sua ultima opera teatrale, The Last Joke, insieme a Gielgud e Ralph Richardson. Morì di cause naturali la vigilia del suo ottantaduesimo compleanno e fu sepolto nel Brompton Cemetery.

## Filmografia parziale
- The Life Story of David Lloyd George, regia di Maurice Elvey (1918)
- Number 13, regia di Alfred Hitchcock (1922)
- Il castello maledetto (The Old Dark House), regia di James Whale (1932)
- The Ghoul, regia di T. Hayes Hunter (1933)
- La moglie di Frankenstein (The Bride of Frankenstein), regia di James Whale (1935)
- L'uomo dei miracoli (The Man Who Could Work Miracles), regia di Lothar Mendes (1937)
- They Drive by Night, regia di Arthur B. Woods (1938)
- La lampada arde (The Lamp Still Burns), regia di Maurice Elvey e Leslie Howard (1943)
- Cesare e Cleopatra (Caesar and Cleopatra), regia di Gabriel Pascal (1945)
- Felicità proibita (Beware of Pity), regia di Maurice Elvey (1946)
- I contrabbandieri (The Man Within), regia di Bernard Knowles (1947)
- Tutto mi accusa (The Winslow Boy), regia di Anthony Asquith (1948)
- Risate in paradiso (Laughter in Paradise), regia di Mario Zampi (1951)
- Lo scandalo del vestito bianco (The Man in the White Suit), regia di Alexander Mackendrick (1951)
- Lo schiavo dell'oro (Scrooge), regia di Brian Desmond Hurst (1951)
- Stupenda conquista (The Magic Box), regia di John Boulting (1952)
- La tunica (The Robe), regia di Henry Koster (1953)
- Il forestiero (The Million Pound Note), regia di Ronald Neame (1954)
- Febbre bionda (Value for Money), regia di Ken Annakin (1955)
- L'arciere del re (Quentin Durward), regia di Richard Thorpe (1955)
- An Alligator Named Daisy, regia di J. Lee Thompson (1955)
- Occhio di lince (Who Done It?), regia di Basil Dearden (1956)
- Tre uomini in barca (Three Men in a Boat), regia di Ken Annakin (1956)
- Dottore a spasso (Doctor at Large), regia di Ralph Thomas (1957)
- The Truth About Women, regia di Muriel Box (1957)
- La bocca della verità (The Horse's Mouth), regia di Ronald Neame (1958)
- La battaglia dei sessi (The Battle of the Sexes), regia di Charles Crichton (1959)
- La primavera romana della signora Stone (The Roman Spring of Mrs. Stone), regia di José Quintero (1961)

## Doppiatori italiani
- Amilcare Pettinelli in La moglie di Frankenstein, Felicità proibita, Dottore a spasso, Figli e amanti
- Olinto Cristina ne La tunica
- Lauro Gazzolo ne Lo scandalo del vestito bianco
- Sergio Graziani ne La moglie di Frankenstein[16]

## Ascendenza
|                                        |                        |                                      | Genitori                             |  |  | Nonni |  |  | Bisnonni         |  |  | Trisnonni            |  |
|                                        |                        |                                      |                                      |  |  |       |  |  | Charles Thesiger |  |  | John Andrew Thesiger |  |
|                                        |                        |                                      |                                      |  |  |       |  |  | Charles Thesiger |  |  | John Andrew Thesiger |  |
|                                        |                        | Sarah Gibson                         |                                      |  |  |       |  |  | Charles Thesiger |  |  |                      |  |
| Frederic Thesiger, I barone Chelmsford |                        |                                      |                                      |  |  |       |  |  | Charles Thesiger |  |  |                      |  |
|                                        |                        | Mary Anne Williams                   | Theophilus Williams                  |  |  |       |  |  |                  |  |  |                      |  |
|                                        |                        | Mary Anne Williams                   | Theophilus Williams                  |  |  |       |  |  |                  |  |  |                      |  |
|                                        |                        | Mary Anne Williams                   | …                                    |  |  |       |  |  |                  |  |  |                      |  |
| Edward Thesiger                        |                        | Mary Anne Williams                   |                                      |  |  |       |  |  |                  |  |  |                      |  |
|                                        |                        | William Tinling                      | …                                    |  |  |       |  |  |                  |  |  |                      |  |
|                                        |                        | William Tinling                      | …                                    |  |  |       |  |  |                  |  |  |                      |  |
|                                        |                        | William Tinling                      | …                                    |  |  |       |  |  |                  |  |  |                      |  |
| Anna Maria Tinling                     |                        | William Tinling                      |                                      |  |  |       |  |  |                  |  |  |                      |  |
|                                        |                        | Frances Pierson                      | Richard Pierson                      |  |  |       |  |  |                  |  |  |                      |  |
|                                        |                        | Frances Pierson                      | Richard Pierson                      |  |  |       |  |  |                  |  |  |                      |  |
|                                        |                        | Frances Pierson                      | …                                    |  |  |       |  |  |                  |  |  |                      |  |
| Ernest Thesiger                        |                        | Frances Pierson                      |                                      |  |  |       |  |  |                  |  |  |                      |  |
|                                        | Richard Bruce Stopford | James Stopford, II conte di Courtown |                                      |  |  |       |  |  |                  |  |  |                      |  |
|                                        | Richard Bruce Stopford | James Stopford, II conte di Courtown |                                      |  |  |       |  |  |                  |  |  |                      |  |
|                                        | Richard Bruce Stopford | Mary Powys                           |                                      |  |  |       |  |  |                  |  |  |                      |  |
| William Stopford                       | Richard Bruce Stopford |                                      |                                      |  |  |       |  |  |                  |  |  |                      |  |
|                                        |                        | Eleanor Powys                        | Thomas Powys, I barone Lilford       |  |  |       |  |  |                  |  |  |                      |  |
|                                        |                        | Eleanor Powys                        | Thomas Powys, I barone Lilford       |  |  |       |  |  |                  |  |  |                      |  |
|                                        |                        | Eleanor Powys                        | Mary Eleanor Mann                    |  |  |       |  |  |                  |  |  |                      |  |
| Georgina Stopford                      |                        | Eleanor Powys                        |                                      |  |  |       |  |  |                  |  |  |                      |  |
|                                        |                        | George Germain-Sackville             | George Germain, I visconte Sackville |  |  |       |  |  |                  |  |  |                      |  |
|                                        |                        | George Germain-Sackville             | George Germain, I visconte Sackville |  |  |       |  |  |                  |  |  |                      |  |
|                                        |                        | George Germain-Sackville             | Diana Sambrooke                      |  |  |       |  |  |                  |  |  |                      |  |
| Caroline Germain-Sackville             |                        | George Germain-Sackville             |                                      |  |  |       |  |  |                  |  |  |                      |  |
|                                        |                        | Harriet Pearce                       | …                                    |  |  |       |  |  |                  |  |  |                      |  |
|                                        |                        | Harriet Pearce                       | …                                    |  |  |       |  |  |                  |  |  |                      |  |
|                                        |                        | Harriet Pearce                       | …                                    |  |  |       |  |  |                  |  |  |                      |  |
|                                        |                        | Harriet Pearce                       |                                      |  |  |       |  |  |                  |  |  |                      |  |